# Pentalogia Fallota
Pentalogia Fallota – złożona, sinicza, wrodzona wada serca, na którą składają się:
1. zwężenie ujścia pnia płucnego
2. znaczny ubytek w przegrodzie międzykomorowej
3. przesunięcie w prawo aorty (aorta jeździec, prawostronne położenie aorty, dekstropozycja aorty)
4. przerost prawej komory serca
5. ubytek w przegrodzie międzyprzedsionkowej

Cztery pierwsze wady występują także w tetralogii Fallota.

## Patofizjologia
Wada umożliwia mieszanie się krwi tętniczej z żylną w sercu. Konsekwencją jest sinica typu centralnego i nietolerancja wysiłku fizycznego.